# Trio Lézard
Das Trio Lézard ist ein Holzbläsertrio in der Besetzung Oboe, Klarinette und Fagott (frz. „Trio d’anches“). Es wurde in Saarbrücken gegründet und konzertiert seit 1995. Das Trio besteht aus Stéphane Egeling (Oboe), Jan Creutz (Klarinette) und Stefan Hoffmann (Fagott). Im Jahr 2015 wurde das Trio Lézard mit einem Echo Klassik ausgezeichnet.

## Geschichte
Die Mitglieder des Trios Lézard lernten sich während ihres Studiums an der Musikhochschule Saarbrücken kennen. Sie studierten dort in der Kammermusikklasse von Eduard Brunner. Während ihrer Studienzeit Anfang der 1990er Jahre wurden die Mitglieder des Trios durch das damals in Saarbrücken sehr aktive Holzbläser-Trio des Saarländischen Rundfunks in der Besetzung Jürgen Schmitt (Oboe), Dietrich Fritsche (Klarinette) und Ulrich Rinderle (Fagott) besonders beeinflusst.
Später wurden die Klangfarben des Trios durch das Englischhorn (Stéphane Egeling) und die Bassklarinette (Jan Creutz) erweitert. Das Trio Lézard war das erste Trio d’anches, das die Nebeninstrumente von Oboe, Klarinette und Fagott in seinen Bearbeitungen und bei der Vergabe von Auftragskompositionen für Trio einschloss.

## Name
Der Name „Trio Lézard“ entstammt dem Wortspiel zwischen dem im Französischen gleichklingenden „Les Arts“ („die Künste“) und „Lézard“ (die Eidechse). Inspiriert wurden die Mitglieder des Trio Lézard hierzu durch den Namen des Beaux Arts Trio.

## Instrumente
Das Trio Lézard spielt immer in der von Fernand Oubradous erfundenen Besetzung mit zwei Doppelrohrblattinstrumenten (wie Oboe und Fagott) und einem Einfachrohrblattinstrument (wie Klarinette). Das Trio Lézard hat außerdem die Instrumentenfamilien der Sarrusophone und der Rothphone in die klassische Kammermusik eingeführt. So nutzt es über 30 verschiedene Instrumente.

## Repertoire
Das Repertoire des Trio Lézard besteht aus über 200 Werken aus fünf Jahrhunderten. Neben dem Standardrepertoire für Trio d’anches hat das Trio Werke von Reynaldo Hahn, Vítězslava Kaprálová, Marc Vaubourgoin, Eugène Bozza, Wolfgang Amadeus Mozart, Ludwig van Beethoven, Johann Sebastian Bach, Michel-Richard Delalande, Matthew Locke und Guillaume Dufay im Repertoire.

## Auszeichnungen
- 2015: Echo Klassik[1]

## Diskographie
- 2005: Die Orgeltriosonaten BWV 525 - 530 von Johann Sebastian Bach, Coviello Classics
- 2014: Paris 1937, Coviello Classics (prämiert mit dem ECHO-Klassik 2015)
- 2018: Mozart in nuce, Coviello Classics
- 2022: Le Tango des Fratellini, Coviello Classics